# Vlassis Rassias
Vlassis G. Rassias (in greco Βλάσης Γ. Ρασσιάς?; Atene, 22 aprile 1959 – 7 luglio 2019) è stato un attivista, editore, scrittore e leader religioso greco.

## Biografia
Rassias è nato ad Atene nel 1959 e si è laureato presso l'Università di Economia e Commercio di Atene. Si è interessato alla cultura alternativa ed ha fondato le riviste Speak Out (1979), Anoichtí Póli (Città aperta; 1980-1993) e Diipetés (Inviato da Zeus; 1991-2012), e ha pubblicato la rivista di mail art Eínai Ávrio (È domani) dal 1983 al 1986.
Dalla fine degli anni '70 in poi si è impegnato nella difesa dei popoli indigeni e delle loro tradizioni. Inizialmente si concentrò sui popoli indigeni delle Americhe, ma alla fine si concentrò sull'eredità dell'antica Grecia. Secondo Rassias, già nel 1976, durante l'adolescenza, era diventato critico della religione ortodossa, dopo che un monaco usò una mazza per distruggere i genitali di una ricostruzione di un'antica statua di Poseidone all'ingresso del Ministero dell'Istruzione. Nel 1997 è stato uno dei fondatori del Consiglio Supremo degli Elleni Etnici (YSEE), un'organizzazione senza scopo di lucro il cui obiettivo principale è la protezione e il ripristino della religione etnica ellenica nella società greca contemporanea. Nel 1998 ha partecipato anche alla fondazione del Congresso Mondiale delle Religioni Etniche.
Ha scritto 21 libri tra saggi e opere storiche, di cui 17 dedicati all'antica Grecia. Ha pubblicato anche un dizionario filosofico e due raccolte di poesie. Un tema centrale nei suoi libri è che le società moderne hanno bisogno di attraversare un nuovo illuminismo, che dovrebbe consentire a ogni nazione di esprimersi attraverso le proprie tradizioni. Di grande centralità per questo progetto era il ruolo dell'antica Grecia (in netta contrapposizione con l'ortodossia greca e l'impero bizantino), la cui riscoprirla avrebbe promosso questo moderno illuminismo. 